# Chiasmocleis bassleri
Espèce
Statut de conservation UICN

 LC  : Préoccupation mineure
Chiasmocleis bassleri est une espèce d'amphibiens de la famille des Microhylidae.

## Répartition
Cette espèce se rencontre au Brésil, en Colombie, en Équateur et au Pérou. Sa présence est incertaine en Bolivie.

## Description
Chiasmocleis bassleri mesure environ 20 mm. Son dos est brun et présente une grande tache irrégulière de couleur noire au niveau de l'aine. Son ventre est blanc et taché de cinq grandes marques noires circulaires.

## Étymologie
Son nom d'espèce lui a été donné en l'honneur de Harvey Bassler (1883–1950) qui a collecté l'holotype.

## Publication originale
- Dunn, 1949 : Notes on South American frogs of the family Microhylidae. American Museum Novitates, no 1419, p. 1-21 (texte intégral).